# Iaroslav Golovanov
Pour les articles homonymes, voir Golovanov.
Iaroslav Golovanov (en russe : Ярослав Кириллович Голованов, Iaroslav Kirillovitch Golovanov ; 2 juin 1932 - 21 mai 2003) est un journaliste, écrivain et vulgarisateur scientifique russe. Il a couvert l'exploration spatiale par l'Union soviétique dès ses débuts. 
Le père de Golovanov était directeur de théâtre (l'actuel théâtre Gogol (en)). Sa mère était actrice de théâtre.
Golovanov étudie l'ingénierie des fusées à l'Université technique d'État de Moscou-Bauman. En septembre 1957, il commence à écrire pour le département scientifique du quotidien Komsomolskaïa Pravda, puis il y devient rédacteur en chef en février 1958. De 1968 à 2003, il est un collaborateur indépendant du journal.
Golovanov se spécialise très tôt dans l'exploration spatiale. Son premier roman "Кузнецы грома" (« Forgerons du tonnerre ») traite de la vie des concepteurs de fusées soviétiques.
Entre 1965 et 1966, Golovanov est membre d'une équipe de trois journalistes, candidats non officiels à un vol spatial. L'équipe est dissoute après la mort de Sergueï Korolev. Golovanov tente, en vain, de devenir cosmonaute-journaliste au début des années 1990 mais est écarté pour raison de santé. Toyohiro Akiyama a effectué cette mission.
En 1971, avec Igor Viktorovitch Bessarabov (ru), il écrit le scénario du documentaire Notre Gagarine (ru)
En 1982, il publie "Дорога на космодром" (« La Voie du Cosmodrome »), un aperçu détaillé de l'histoire de l'exploration spatiale, principalement en Union soviétique. Sa biographie détaillée de Korolev a été publiée en 1994 sous le nom de "Королев. Факты и мифы" (« Korolev - faits et mythes »). Le journal de Golovanov de cinquante ans a été publié en 1998-1999 sous le titre "Заметки вашего современника" (« Notes de votre contemporain »).
Au total, Iaroslav Golovanov a publié une vingtaine de livres, qui ont été traduits en 25 langues.
Golovanov a été marié trois fois : à Valentina Jouravliova dont il a eu deux fils, Vassili (né en 1960) et Aleksandr (né en 1965), à Natalia Laskina (un fils Dmitri né en 1974) et Evguenia Albats (une fille Olga née en 1988). 

## Anecdote
- Dmitri Bilenkine, Agranovski, Iaroslav Golovanov, Komarov, et un artiste Pavel Bounine ont utilisé le pseudonyme collectif Pavel Bagriak pour certaines de leurs œuvres.